# یوهانس هنسن
یوهانس هنسن (دانمارکی: Johannes Hansen; ۶ دسامبر ۱۸۸۲ – ۲۰ اکتبر ۱۹۵۹) ژیمناست هنری اهل دانمارک بود.